# 화력지원기지
화력지원기지(영어: Fire Support Base)는 임시적인 군사 기지로 베트남전에서 보병 또는 포병이 그들의 원래 진지에서 상대적으로 먼곳에 작전을 수행하기 위해 설치된 기지를 말한다. 임시기지이기에 보통 48시간 또는 72이내에 또 다시 이동할 목적을 고려해서 건설된다.

## 베트남 전쟁
베트남전에서 화력 지원 기지는 일반적으로 일반적으로 6개의 105mm나 155mm 야포, 공병대, 최소한 한두개 이상의 헬기장, 지휘통제소(TOC), 긴급 의료시설, 참호(교통호), 중대급의 보병으로 구성되어 있다. 좀더 큰 화력 지원 기지는 더 많은 수의 포와 대대 또는 여단급의 보병으로 구성되어 있다. 보통 오각성 모양으로 전방위 방어 진지가 구축되며, 각 포대는 별의 중심과 주변 삼각형의 중앙에 위치하여 방어를 담당하게 된다. 규모가 작은 화력 지원 기지는 정사각형이나 정삼각형의 모양으로 진지를 구축하여 포대를 설치하는 것이 보통이다.
미국이 구축한 최초의 화력지원 기지는 1965년 10월에 1기병사단이 남베트남에 도착하자마자 설치한 것이다. 그들은 자신들의 존재가 적에게 노출되는 것을 최소화 하기 위하여 2일마다 이동을 하였다. 이때마다 방어 수단들을 해체하고 다시 이동해서 조립하여 사용하였다.

## 아프간 전쟁
화력 지원 기지는 아프간 전쟁에서도 이용되었다. 주로 탈레반이나 파키스탄 반군 소탕을 위하여 설치되었다.